# Robin Fletcher
Robin Fletcher   (Guildford, 30 de maig de 1922 - 15 de gener de 2016) va ser un jugador d'hoquei sobre herba anglès guanyador d'una medalla olímpica.
S'inicià en l'hoquei sobre herba abans de la Segona Guerra Mundial, on va lluitar com a voluntari a la Royal Navy. En acabar la guerra va ser guardonat amb la Creu del Servei Distingit i fou ascendit a tinent.
El 1952 va prendre part en els Jocs Olímpics de Hèlsinki, on guanyà la medalla de bronze en la competició d'hoquei sobre herba. Entre el 1949 i el 1955 va jugar 22 partits amb la selecció anglesa. Posteriorment va dirigir l'equip olímpic britànic d'hoquei de 1964 i, del 1973 al 1983 va presidir la Federació Britànica d'Hoquei.
Va estudiar els clàssics al Trinity College d'Oxford i s'acabà especialitzant en el grec modern, sent professor universitari durant molts anys. Del 1980 al 1989 fou director de la Rhodes House, responsable de la gestió de la beca Rhodes.